# 나나후쿠촌
나나후쿠촌(七福村)은 지바현의 서북부, 히가시카쓰시카군에 속했던 촌이다. 

## 지리
- 현재의 노다시에 해당한다.

## 역사
- 1889년 4월 1일 - 정촌제 시행에 의해 히가시카쓰시카군 나나후쿠촌이 성립하였다.
- 1950년 5월 3일 - 히가시카쓰시가군 노다촌, 아사히촌, 및 우메사토촌과 합병해 노다시를 신설하였다.

## 교통

### 철도
- 도부노다선 나나코다이역이 구촌 지역 내에 존재하지만, 당시에는 미개업 상태였다.

## 관련링크
- 道路元標